# حكومة اتحادية
الحكومة الاتحادية هي الحكومة المشتركة للبلد الفيدرالي. هيكل الحكومات الاتحادية يختلف من مؤسسة إلى مؤسسة. استنادا إلى تعريف واسع للنظام السياسي الأساسي الاتحادي، وهناك اثنين أو أكثر من المستويات الحكومية التي توجد داخل أراضي المنشأة وتحكم من خلال مؤسسات مشتركة مع تداخل أو تقاسم الصلاحيات التي ينص عليها الدستور.